# Load-Link/Store-Conditional
Load Link/Store Conditional (LL/SC) (engl. etwa „Referenz laden/bedingt schreiben“) ist ein Paar von Prozessor-Befehlen, die eine read-modify-write Operation implementieren. Der LL-Befehl lädt eine Speicherstelle, ihr Inhalt kann verändert werden, und der SC Befehl schreibt den neuen Wert zurück in die referenzierte Speicherstelle, unter der Bedingung, dass diese nicht verändert wurde. Wurde die Speicherstelle verändert, schlägt die Schreiboperation fehl. Für den Grad der Veränderung gibt es eine starke und eine schwache Semantik (s. u.).
LL/SC-Operationen dienen zur Implementierung von atomaren Operationen ohne die Verwendung von Locks (lock-free). Durch die Verknüpfung von Lese- und Schreiboperation ist ihre Semantik enger gefasst als bei der Compare-and-swap-Operation, da diese keinen (nicht-verändernden) Zugriff auf die referenzierte Speicherstelle erkennen kann.
Implementierungen des LL/SC-Befehlspaares existieren auf verschiedenen Rechnerarchitekturen, unter anderem:
ldl_l/stl_c und ldq_l/stq_c (Alpha-Prozessor), lwarx/stwcx (PowerPC), ll/sc (MIPS-Architektur), und ldrex/strex (ARM-Architektur ab Version 6). Diese Architekturen basieren meist auf der RISC-Philosophie, deren Befehlssatz die Speicherzugriffe auf Lese- und Schreibbefehle reduziert.

## Starke und Schwache Semantik
In der engen Auslegung der Semantik schlägt das LL/SC-Befehlspaar nur dann fehl, wenn zwischen dem LL- und dem SC-Befehl ein Zugriff auf die referenzierte Speicherstelle stattfindet.
Auf vielen Architekturen führen aber auch andere Ereignisse zu einem überflüssigen Fehlschlag, zum Beispiel bei Kontextwechseln, Interrupts oder auch anderen Speicherzugriffen.